# Province de l'Église anglicane du Burundi
La Province de l'Eglise Anglicane du Burundi a été créée en 1992. Son archevêque et primat actuel est Monseigneur Sixbert Macumi. Elle est composée de neuf diocèses et 231 paroisses.

## Diocèses de la province
- Bujumbura : Son Evêque actuel est Eraste Bigirimana.
- Buye    : Son Evêque actuel est Sixbert Macumi.
- Gitega  : Son Evêque actuel est Aimé Joseph Kimararungu
- Makamba : Son Evêque actuel est Martin Blaise Nyaboho.
- Matana  : Son Evêque actuel est Seth Ndayirukiye.
- Muyinga : Son Evêque est Paisible Ndacayisaba.
- Rumonge : Son Evêque actuel est Pedaçuli Birakengana.
- Rutana  : Son Evêque actuel est Pontien Ribakare
- Buhiga  : Son Evêque actuel est Evariste Nijimbere